# Sophie Rensmann
Sophie Rensmann (* 1997) ist eine deutsche Tennisspielerin aus Dortmund-Syburg, die Deutschland bei den Special Olympics World Summer Games 2019 in Abu Dhabi repräsentierte, dort eine Bronzemedaille gewann und vier Jahre später bei den World Games 2023 in Berlin im Doppel die Silbermedaille erspielte.

## Leben und Karriere
Schon mit vier Jahren begann Rensmann, motiviert durch ihre Familie, Tennis zu spielen. Vorher hatte sie mit nur zwei Jahren eine Koma-Situation, in deren Folge sie autistische Züge hat.
Sie nahm an den Special Olympics Landesspielen 2017 in Neuss sowie an den Nationalen Special Olympics Spielen in Kiel und Berchtesgaden teil.
Seit 2017 ist Rensmann Mitglied des Tennisvereins TC Eintracht Dortmund, der nach ihrem Beitritt eine inklusive Tennistrainingsgruppe unter dem Trainer Olaf Kirchner einrichtete. 2018 veranstaltete der Verein ein Special Olympic Tennisturnier. Ein Jahr darauf gewann Rensmann bei den Special Olympics World Summer Games 2019 auf dem Level 05 eine Bronzemedaille im Tennis Einzel. Vor den Weltspielen trainierte sie zwei- bis dreimal pro Woche mit anderen aus ihrem Tennisverein; ihre Trainingspartner waren sowohl Menschen mit geistiger Beeinträchtigung, als auch Tennisspielende ohne Beeinträchtigung.
Rensmann fährt auch seit ihrem dritten Lebensjahr Ski und nahm 2020 in Berchtesgaden an den Nationalen Winterspielen der Special Olympics teil. Sie konnte sich dort für die Special Olympics Winterspiele 2023 im russischen Kasan qualifizieren, jedoch wurden die Spiele aus politischen Gründen abgesagt.
Im März 2023 stellte Rensmann in Berlin zusammen mit dem Geschäftsführer von Special Olympics Deutschland, Sven Albrecht, das offizielle Maskottchen der World Summer Games 2023 vor, für die sie sich auch qualifizieren konnte. Sie ist darüber hinaus Mitglied des Athletenrats vom Landesverband Special Olympics Nordrhein-Westfalen, der die Interessen der Special Olympics Sportlerinnen und Sportler vertritt (Stand 2023).
Vor den Spielen erhielt Rensmann vom Westfälischen Tennisverband eine Auszeichnung für ihre Leistungen. Ihren ersten Auftritt bei den Spielen hatte Rensmann bei der Eröffnungsfeier der World Games, als sie das olympische Feuer entzündete. Im Finale des Doppels der Frauen in der Leistungsgruppe L5 DF01 stand sie gemeinsam mit ihrer 16-jährigen Partnerin Samantha Eckert gegen Sophia Schmidt und Paula Polak auf dem Platz, ebenfalls von Special Olympics Deutschland. Ihr Team gewann mit 0:2 die Silbermedaille. Im Tennis-Einzel kam sie in Level 5 (SF02A) auf den vierten Platz.
Nach eigenen Angaben arbeitet sie in einer Lederwerkstatt, wo sie Gürtel und Handtaschen herstellt. Ihr Vorbild ist Steffi Graf.